# Pont Saint-Michel
El pont Saint-Michel connecta la  rive gauche (de la place Saint-Michel) a l'île de la Cité, a París. Deu el seu nom al veïnatge d'una capella de  Sant Miquel que existia al Palais-Royal (actual palau de justícia).

## Històric
Construït el 1378 i reconstruït diverses vegades el darrer cop el 1857. El pont actual el constitueixen tres arcs de 17,20 metres cadascun, i fa una amplada de 30 metres.

### El pont medieval
La construcció del pont de pedra es va decidir el 1378 pel Parlament de París després d'un acord amb el capítol de la catedral Notre-Dame de París, el prebost de París, així com els burgesos de la ciutat. El seu emplaçament es va fixar més avall del Petit-Pont, a l'eix de la rue Saint-Denis, del Grand-Pont sobre la  rive droite i de la rue de la Harpe a la  rive gauche. Això permetia una travessia directa de l'île de la Cité.
El prebost de París d'aleshores, Hugues Aubriot, va ser l'encarregat de l'obra finançada pel rei. La construcció es va allargar de 1379 a 1387. Una vegada acabat, l'obra va ser anomenada pels Parisencs Pont-Neuf (a no confondre amb l'actual Pont-Neuf), Petit-Pont-Neuf o Pont Saint-Michel dit le Pont-Neuf.
Cosa habitual a l'edat mitjana, el pont va ser ràpidament parcel·lat de cases que van ser endutes, així com el pont, pel Sena el 1408 per una riuada. Degut a les dificultats conegudes pel reialme de França durant la guerra dels Cent Anys, el pont va ser reconstruït immediatament de fusta. El Parlament de París va decidir concedir el 1444 les recaptacions de multes a la reconstrucció del pont.
L'aspecte d'aquest segon pont ens ha arribat mitjançant d'una miniatura present a les Hores d'Étienne Chevalier de Jean Fouquet. Ens revela un pont damunt altes pilastres de fusta així com les cases de fusta, tova o guix tenint la particularitat de tindre totes una sola i única teulada al llarg de tota la llargada del pont.

## Galeria

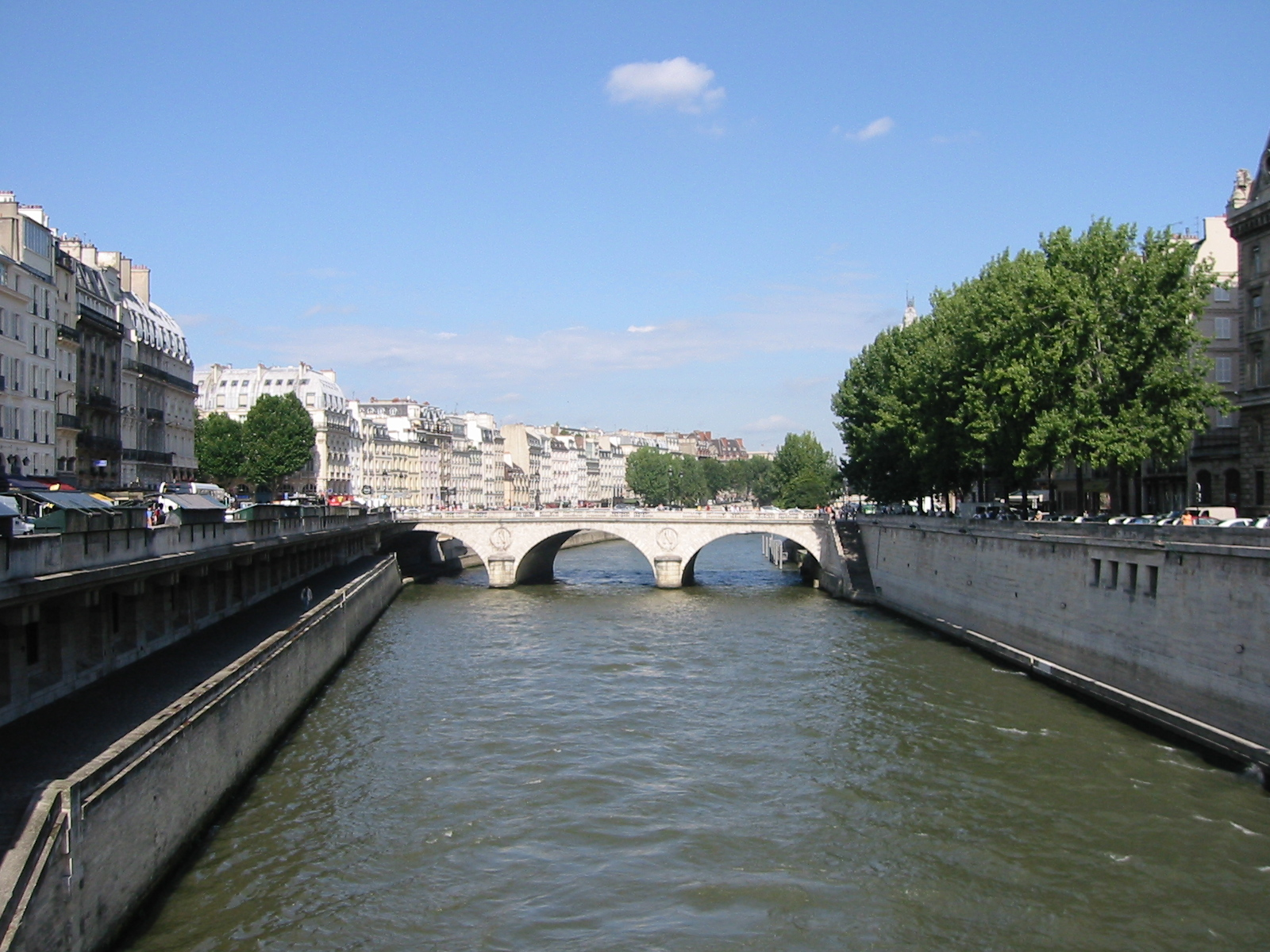
Vist des del Petit-Pont
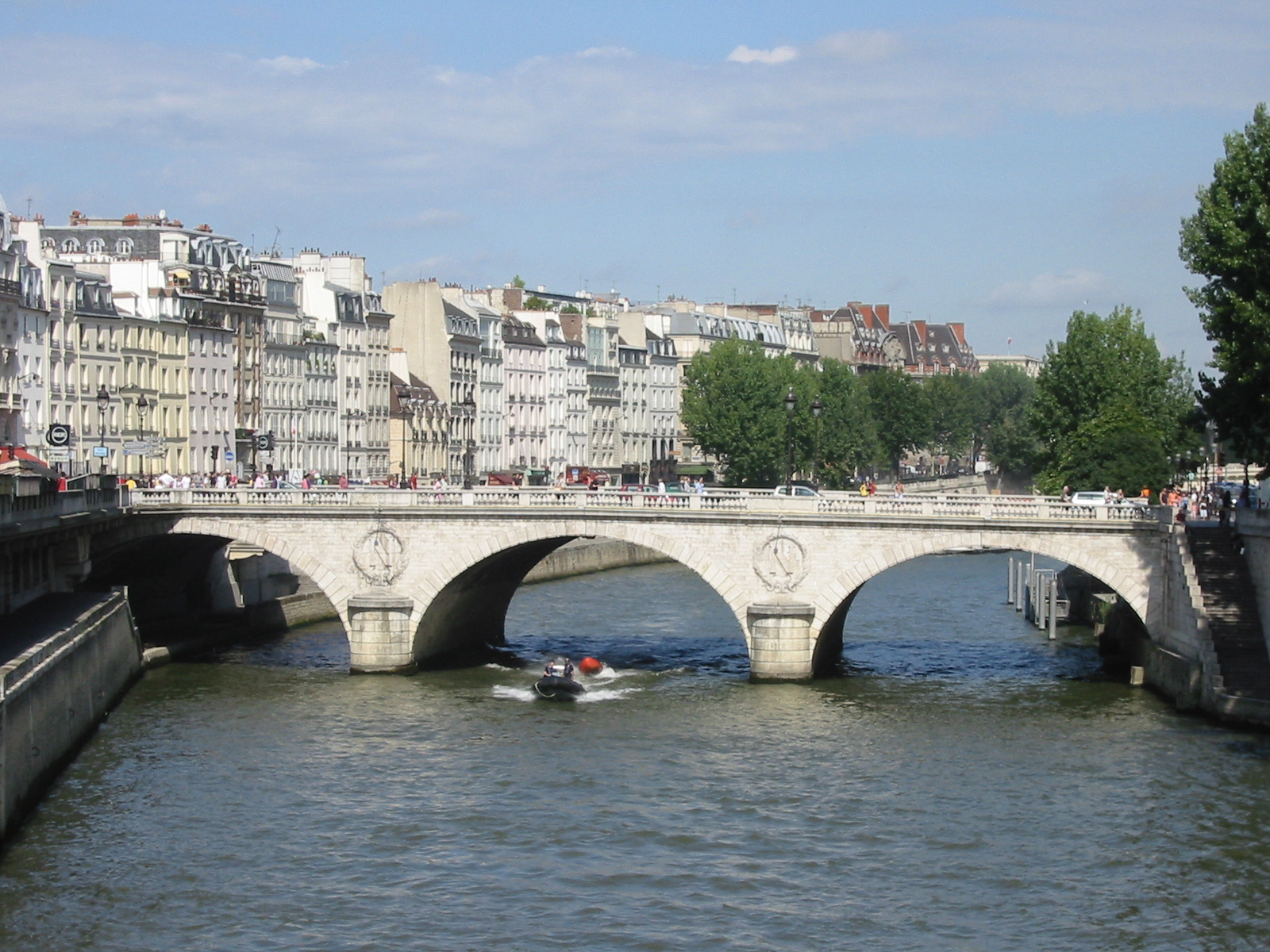
Vist des del Petit-Pont
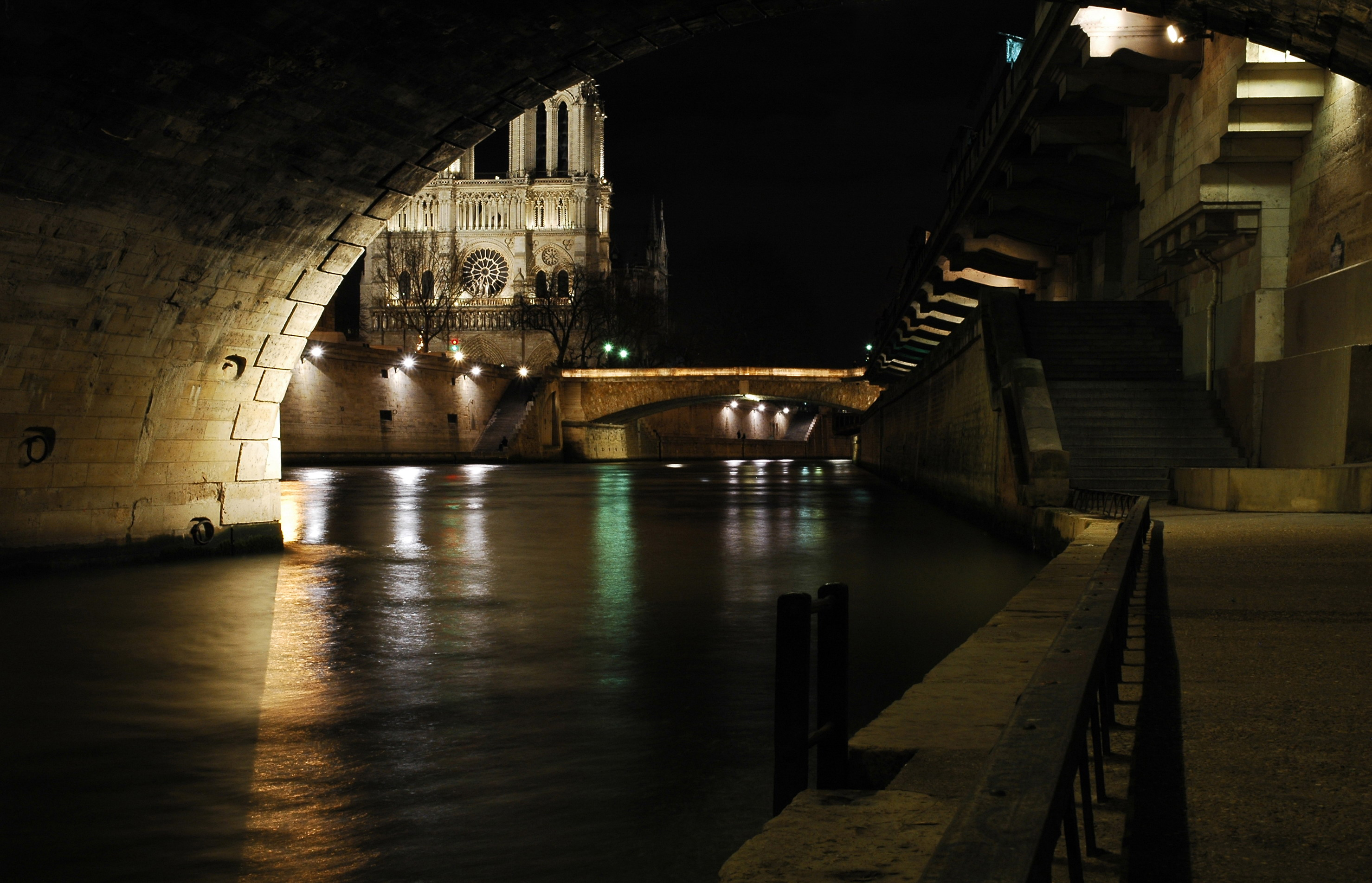
Vista de la catedral Notre-Dame de París de sota el pont Saint-Michel
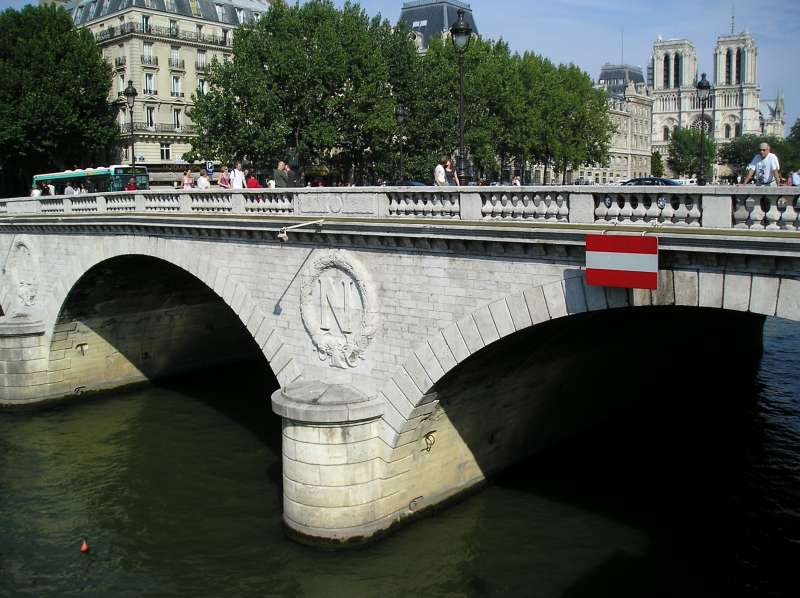
Pont Saint-Michel amb al fons Notre-Dame de París